# نيتل
الشركة النيجيرية للاتصالات المحدودة والمعروفة اختصارًا باسمِ نيتل (بالإنجليزية: NITEL)‏ كانت الشركة المزودة لخدمة الهاتف احتكاريًا في نيجيريا حتى عام 1992 عندما سنَّت الحكومة النيجيرية قانون لجنة الاتصالات النيجيرية الذي يَسمحُ للوافدين الجدد إلى قطاع الإتصالات السلكية واللاسلكية بالاستثمار والعمل فيه. خلال سنوات الاحتكار وبعدها، كان أداء الشركة دون المستوى، وهو سلوك مشابه لغيرها من الشركات المملوكة للدولة في قطاعات أخرى مثلَ كالقطاع المائي والذي تُسيطر عليه شركات مملوكة هي الأخرى للحكومة النيجيرية. تأسَّست الشركة في عام 1985 باعتبارها اللحام المشترك بين كيانين حكوميين وهما ذراع الاتصالات لقسم البريد والاتصالات (P&T) التابع لوزارة الاتصالات والاتصالات الخارجية النيجيرية (NET).
ذكر تقرير صادر عن بي بي سي نيوز في شباط/فبراير 2008 أن الحكومة النيجيرية افترضت أن الشركة فشلت في تحسينِ قطاع الاتصالات، ثم قررت حتى عام 2015 دمج الشركة مع شركة ثانية تحملُ الاسم «Mtel» في شركة واحدة هي شركة «NATCOM» وقد بلغت قيمة الصفقة 252 مليون دولار. رغمَ ذلك فقد أُسِّسَت شركة أخرى للاتصالات النيجيرية تحتَ مسمّى «Ntel» والتي حلَّت محل «Nitel». تُعدُّ «Ntel» هي أحدث تناسخ لشركة الاتصالات البائدة، خاصة يعدما سلَّمت الحكومة النيجيرية أصول الشركتين إلى شركة «NATCOM» التي تُعدُّ الشركة الأم لـ «Ntel». عُيّن في تشرين الثاني/نوفمبر 2017 نيتل نيت جيمس نائبًا لرئيس إدارة الحسابات.